# Willie Wilson
Willie Wilson, pseudonimo di John Andrew Wilson (Cambridge, 8 luglio 1947), è un batterista britannico.

## Biografia
Willie Wilson esordì nel 1963 all’età di sedici anni con la Swinging Vibros band, nella quale si trovò a fianco di Nick Barraclough, Brian Carling e John Anderson. Nel 1965 prese il posto di David Chapman nel gruppo The Zodiacs, e nello stesso anno era il batterista del gruppo che accompagnò Paul Simon in tournée in Gran Bretagna. Al 1966 risale il suo primo contatto artistico con David Gilmour, nell'occasione in cui i due si trovarono a militare insieme nei Jokers Wild; dopo alcuni rimaneggamenti, il gruppo, formato da Gilmour alla chitarra, Wilson alla batteria, Ricky Wills al basso e David Altham al piano, per un periodo suonò a Marbella, Spagna. A seguito dell’abbandono di Altham, la formazione si ridusse a un trio che, ribattezzatosi The Flower, durante il 1967 si esibì in Francia, con tappe a Saint-Étienne, Saint-Tropez e Parigi. A fine anno i tre musicisti ritornarono in patria e il gruppo si sciolse. Mentre Gilmour fu reclutato dai Pink Floyd, Wilson proseguì la carriera di batterista nei Cochise (con Wills) e nei Quiver. Amico di Syd Barrett, fu al suo fianco nella registrazione di alcune tracce dei due album The Madcap Laughs e Barrett.
Il 1978 vide Willie Wilson riunito ai vecchi amici Gilmour e Wills nell’incisione del primo album solo del chitarrista intitolato David Gilmour. In seguito collaborò con il progetto The Wall Tour, facendo parte assieme ad altri musicisti della “surrogate band” che si esibiva nel brano In the Flesh?  in apertura dei concerti della tournée dei Pink Floyd. È presente nell’album On an Island di Gilmour.